# Shirhatti
Shirhatti là một thị xã panchayat của quận Gadag thuộc bang Karnataka, Ấn Độ.

## Địa lý
Shirhatti có vị trí 15°14′B 75°35′Đ / 15,23°B 75,58°Đ Nó có độ cao trung bình là 659 mét (2162 feet).

## Nhân khẩu
Theo điều tra dân số năm 2001 của Ấn Độ, Shirhatti có dân số 16.208 người. Phái nam chiếm 51% tổng số dân và phái nữ chiếm 49%. Shirhatti có tỷ lệ 60% biết đọc biết viết, cao hơn tỷ lệ trung bình toàn quốc là 59,5%: tỷ lệ cho phái nam là 69%, và tỷ lệ cho phái nữ là 50%. Tại Shirhatti, 13% dân số nhỏ hơn 6 tuổi.